# جشنواره فیلم لندن

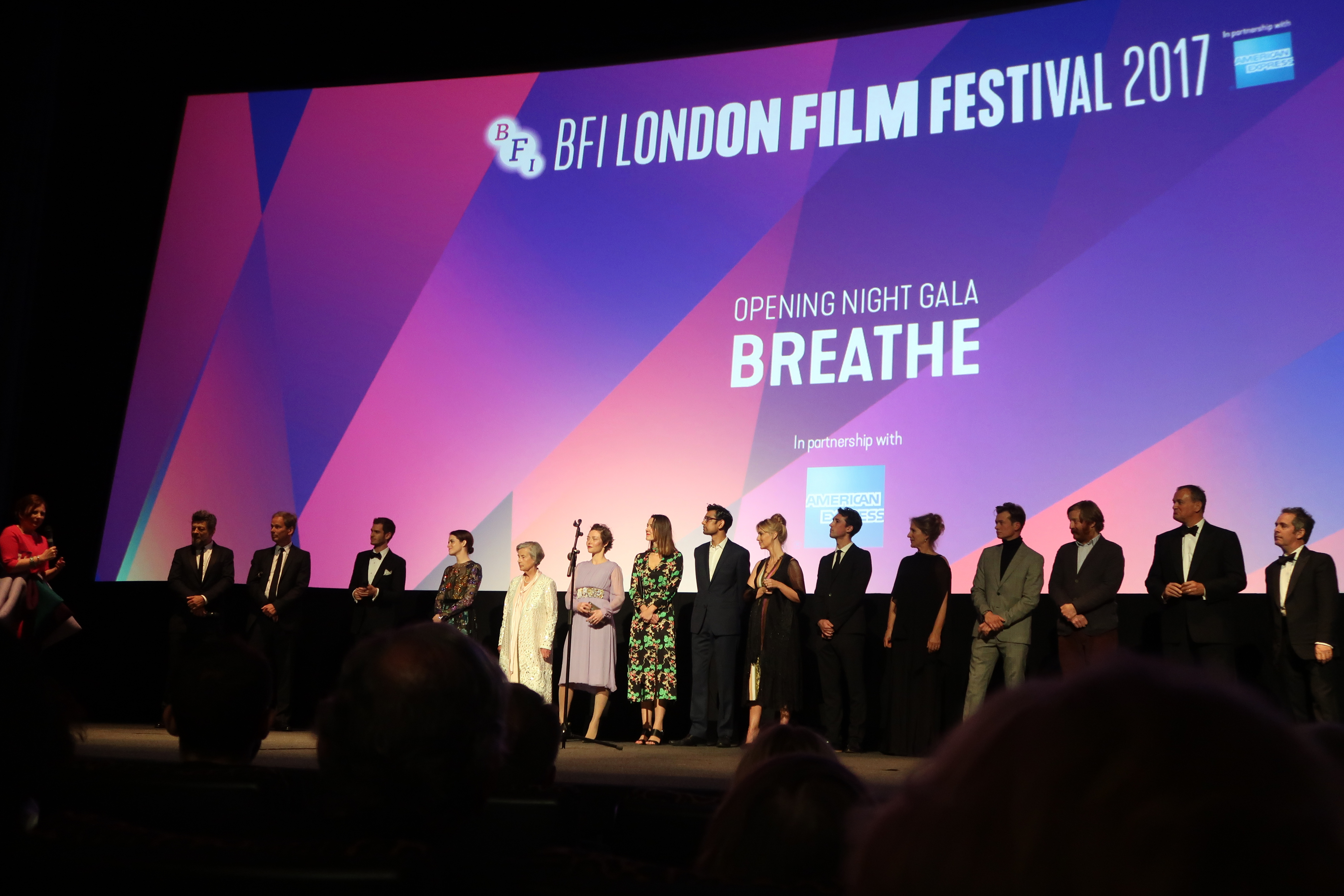
عوامل فیلم تنفس در جشنواره فیلم لندن

جشنواره فیلم لندن (به انگلیسی: London Film Festival) بزرگترین رویداد سینمایی ملی در بریتانیا است که هر بار بیش از ۳۰۰ فیلم بلند، مستند و کوتاه از حدود ۵۰ کشور را به نمایش می‌گذارد. جشنواره لندن (LFF) که هم‌اکنون در دهه ششم عمر خود به‌سر می‌برد هر ساله در نیمه دوم اکتبر زیر نظارت و پشتیبانی بنیاد فیلم بریتانیا (BFI) برگزار می‌شود.
این جشنواره همچنان‌که سعی دارد به عنوان ویترینی برای عرضه بهترین و خلاقانه‌ترین آثار سینمای دنیا شناخته شود، در کنار اکران فیلم‌های روز و برگزاری فرش قرمزهای پرزرق و برق، به نمایش فیلم‌های آرشیوی مرمت‌شده، کشف و معرفی استعدادهای نوظهور، برگزاری نشست‌های پرسش و پاسخ، سخنرانی، کارگاه‌های آموزشی می‌پردازد.

## تاریخچه
در سال ۱۹۵۶ گروهی از منتقدان سینمایی از جمله دیلیز پاول از نشریه ساندی تایمز، ایده بنیان‌گذاری یک جشنواره فیلم را برای لندن مطرح کردند. آن‌ها استدلال می‌کردند، درحالی که کن و ونیز و حتی ادینبرو جشنواره فیلم خودشان را دارند، قطعاً لندن نیز باید میزبان چنین رویدادی باشد.